# Olovslundsskolan

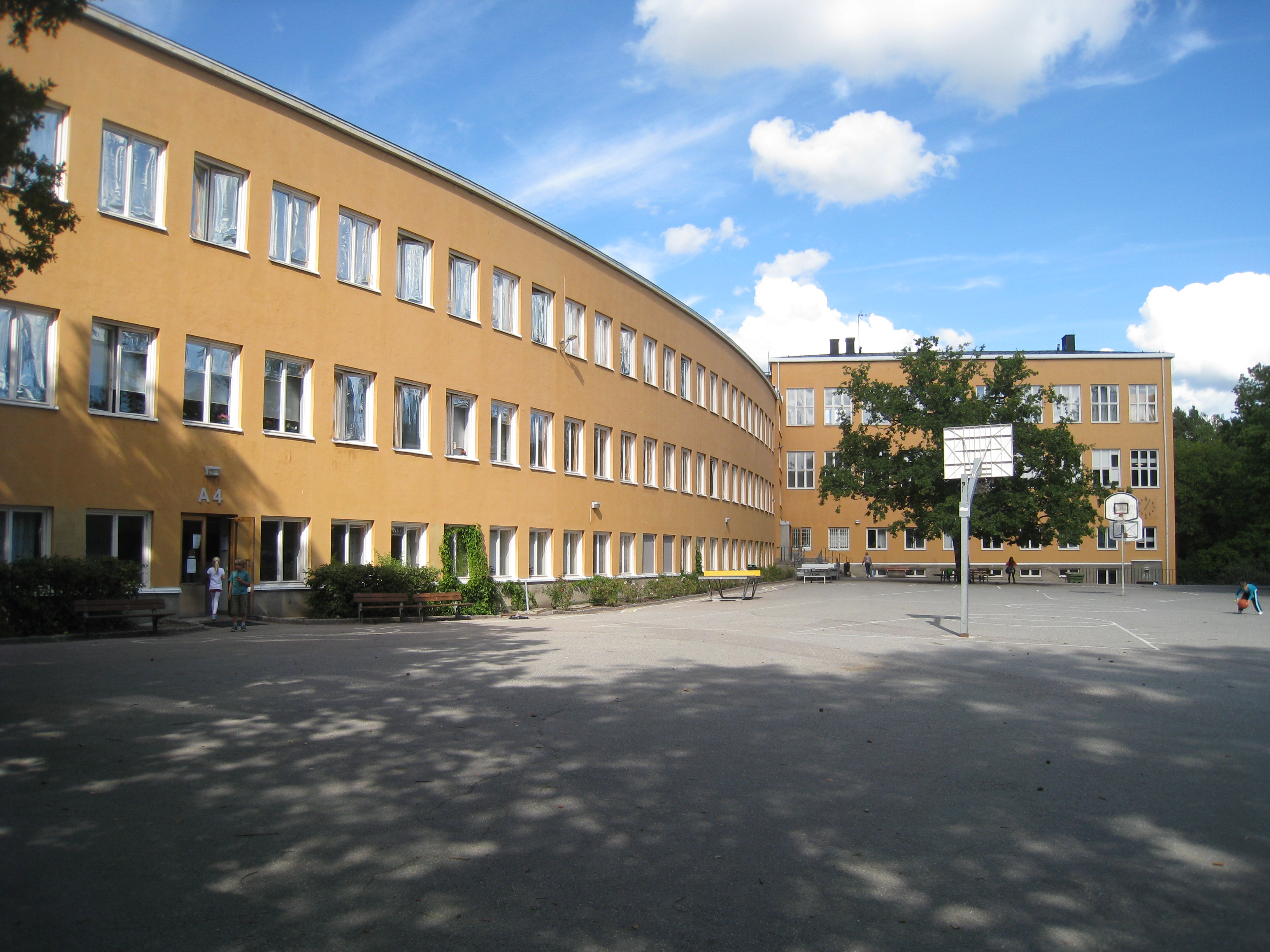
Olovslundsskolan i Olovslund med sin svängda huvudbyggnad.

Olovslundsskolan  är en kommunal grundskola i stadsdelen Olovslund i Bromma väster om Stockholm. Skolan invigdes den 31 augusti 1931 med Paul Hedqvist som arkitekt. Skolan byggdes i funktionalistisk stil. Huvudbyggnaden är svängd utmed Åkerslundsgatan med en radie på 150 meter.

## Skolenheten

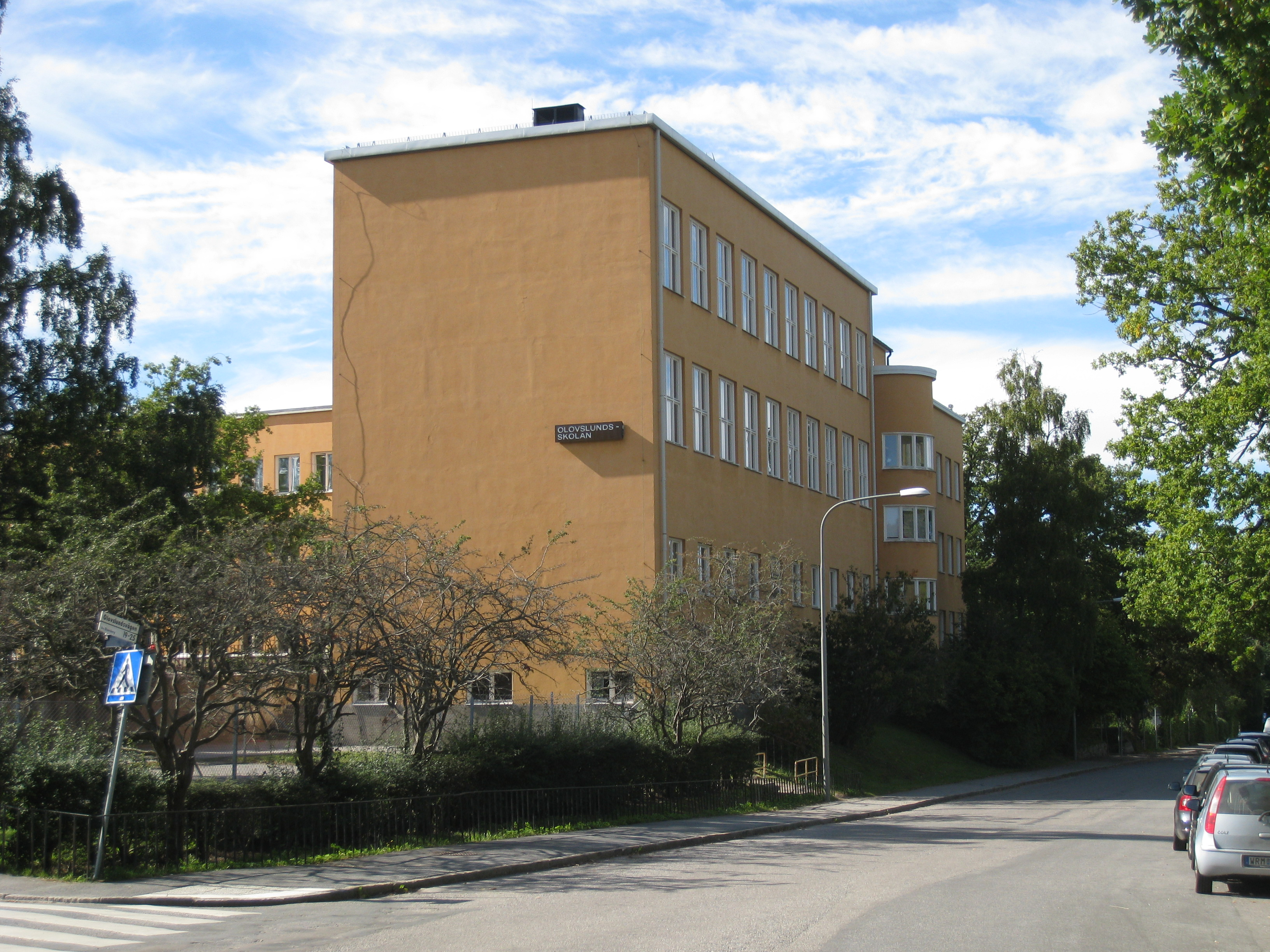
Flygelbyggnaden.

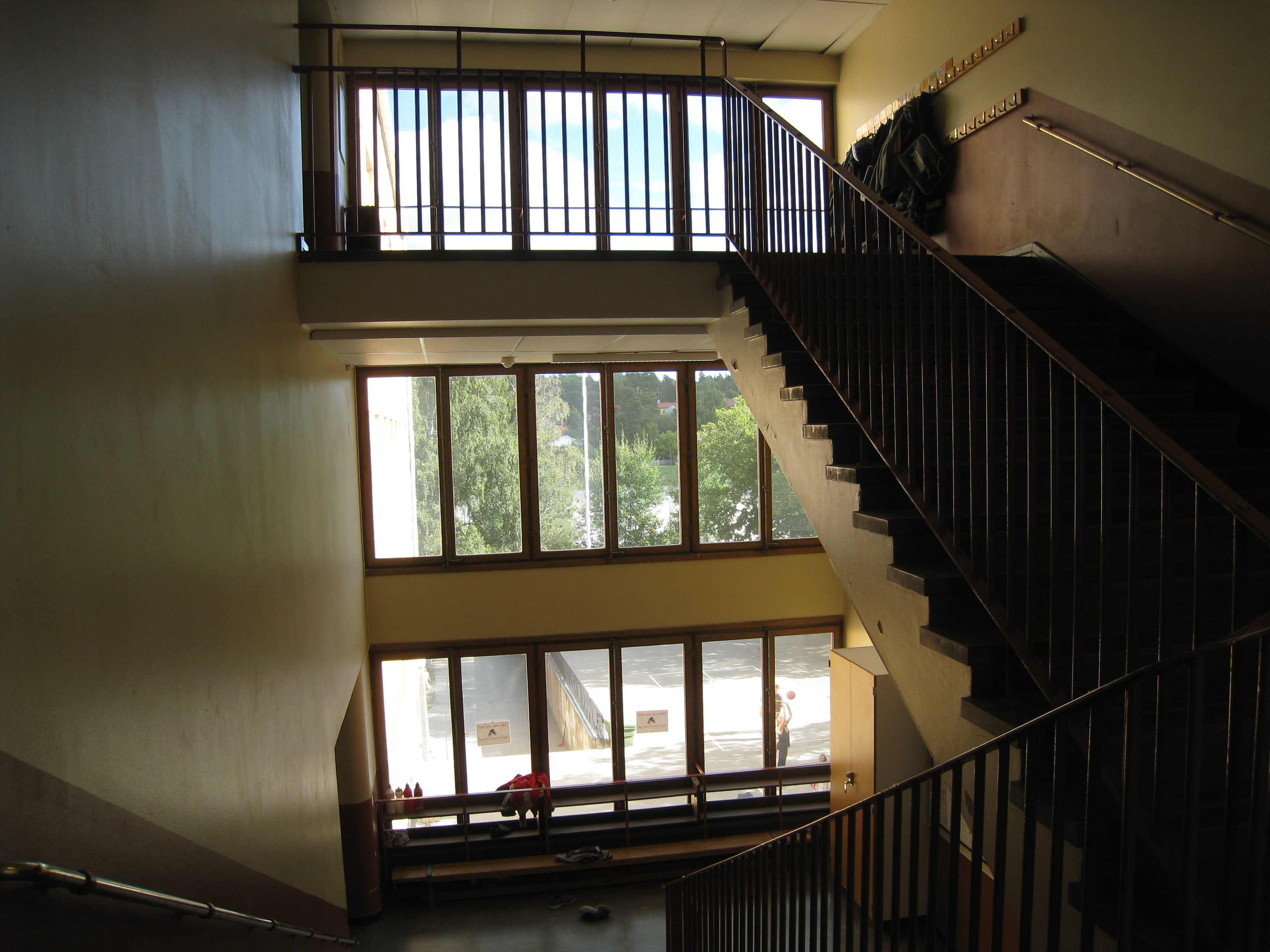
Interiör med trapphuset.

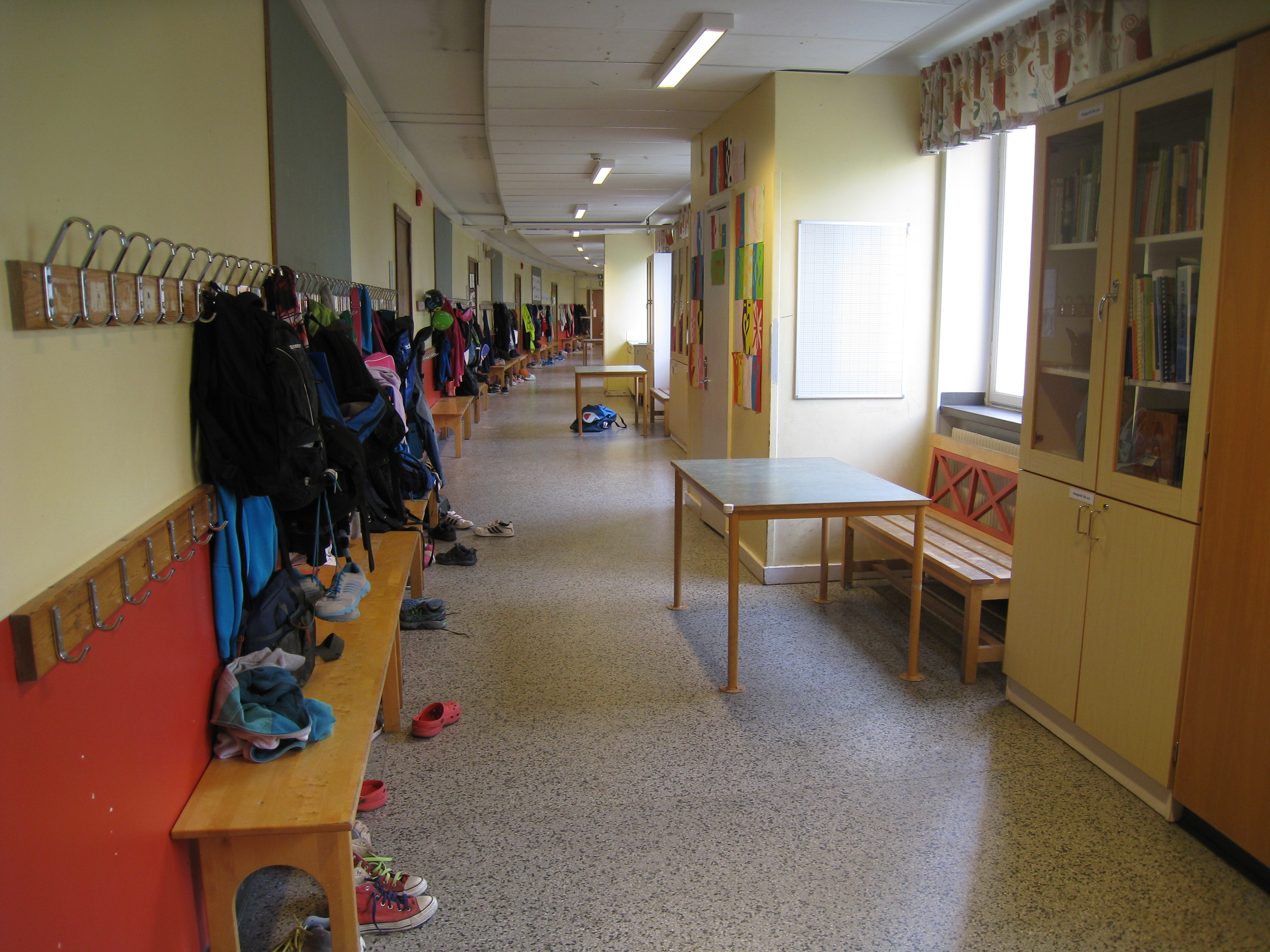
Interiör med korridoren i den svängda huvudbyggnaden.

Skolenheten består av de två skolorna Olovslundsskolan och Nockebyhovsskolan.
Olovslundsskolan är en kommunal grundskola, den är huvudskola med drygt 550 elever. Den ligger på Olovslundsvägen 23 i Olovslund. Från och med hösten 2013 är skolan en treparallellig F6-skola, det vill säga med undervisning i årskurs 1, 2, 3, 4, 5 och 6 samt förskoleklass.
Nockebyhovsskolan är en kommunal grundskola, den är en liten annexskola till Olovslundsskolan med ca 100 elever. Den ligger på Tyska Bottens väg 68 i Nockebyhov, mellan Semestervägen och Tältgatan, intill Judarskogen och nära Mälaren. Det är en enparallellig F3-skola. Skolan har totalt fyra klasser, det vill säga årskurs 1, 2 och 3 samt förskoleklass. Nockebyhovsskolan byggdes 1967. I slutet av 1990-talet blev skolan en modern skola med skola och fritids i samma lokaler, och i samband med det byggdes skolan om och anpassades till den nya verksamheten. Nockebyhovsskolan har en idrottssal, och 2006 byggdes en ny funktionell matsal.

## Grundsärskoleklass
Olovslundsskolan har också en specialundervisning i så kallad särskola. Lärare och specialpedagoger har ett nära samarbete och arbetar för att så tidigt som möjligt få kunskaper om de elever som är i behov av särskilt stöd. Framför allt ges stöd till de elever som kan få svårigheter att nå målen i svenska, matematik och engelska. Skolenheten Olovslund/Nockebyhov lägger stor vikt vid läsinlärning och varje elevs läsutveckling följs kontinuerligt upp varje termin. Grundsärskolans uppgift är att ge elever med utvecklingsstörning en utbildning som är anpassad efter varje elevs förutsättningar. Utbildningen ska bland annat ge kunskaper och värden, bidra till personlig utveckling, social gemenskap och ge en god grund för ett aktivt deltagande i samhället.

## Förskoleklasser
Olovslundsskolan och Nockebyhovsskolan har fyra förskoleklasser. Tre av dem befinner sig i varsin byggnad på Olovslundsskolan och den fjärde är på Nockebyhovsskolan. Både skoldag och fritidsverksamhet är i samma lokaler. En förskollärare är klassföreståndare i varje grupp och samverkar med andra pedagoger.

## Fritidshem och fritidsklubb
Nästan alla elever från F-3 går på fritids på Olovslundsskolan och Nockebyhovsskolan. Fritids bedrivs i samma lokaler som skolverksamheten. I årskurs 1 och 2 har skolan halvklasser då fritids och lärare samverkar och har varsin grupp.

## Historik

### Byggnaden

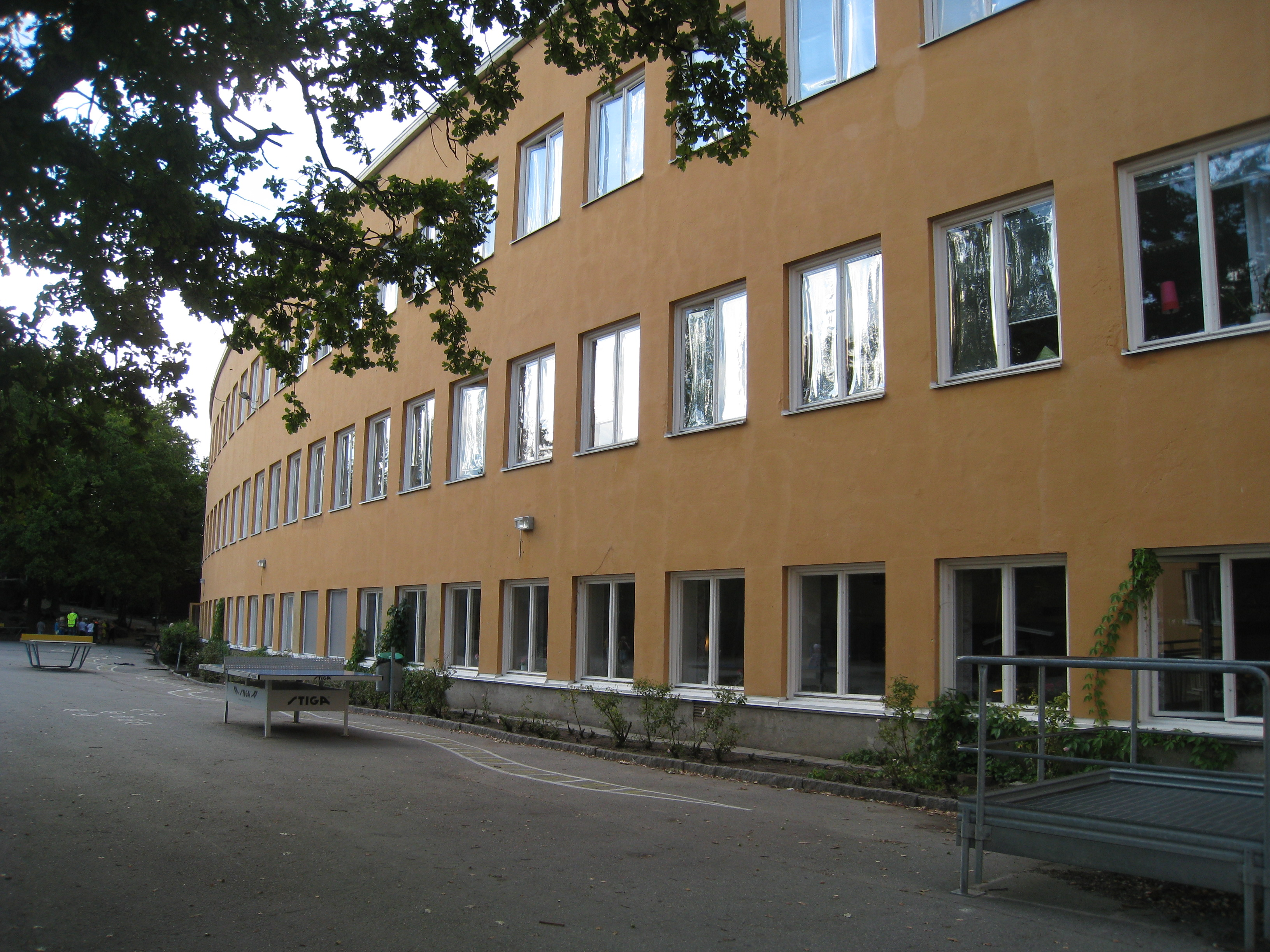
Skolans svängda huvudbyggnad i funktionalistisk stil.

Olovslundsskolan, tidigare Olovslunds folkskola, med sin svängda form, byggdes 1931 och ritades av arkitekt Paul Hedqvist i funktionalistisk stil. Paul Hedqvist var skolöverstyrelsens arkitekt. Skolan ligger i hörnet av Åkerslundsgatan 3 vid Gustav III:s väg 59–61 och Olovslundsvägen 23. I april 1931 hade Kungl. Majestät fastställt byggplanerna och bygget kunde påbörjas. Byggandet gick tydligen med rekordfart, eftersom skolan kunde tas i bruk och invigas redan den 31 augusti 1931.
I Olovslundsskolan bedrivs numera undervisning i årskurserna 1–6 samt förskoleklass. En ombyggnad av skolan gjordes 1988–1989. Olovslundsskolan består av två sammanbyggda delar. En fyra våningars huskropp ligger parallellt med Gustav III:s väg. I översta våningen finns samlingssalen, därunder ligger gymnastiksalen. Under denna förlades expedition, lärarrum och vaktmästarbostad. Lokalerna för vaktmästaren används numera för andra ändamål. I bottenvåningen finns skolans bibliotek och andra lokaler som under årens lopp haft olika funktioner, till exempel naturkunnighetssrum, slöjdsalar, teckningssal, musiksal samt lokaler för skolhälsovård. Vinkelrätt mot huskroppen utefter Gustav III:s väg ligger den svängda delen av byggnaden, som går utmed Åkerslundsgatan. Denna del av skolbyggnaden är svängd så att ytterväggarna utgör cirkelbågar med cirka 150 meters radie. I den svängda delen av skolbyggnaden ligger korridorerna med klassrum. Längst ned i klassrumsdelen fanns bland annat en liten gymnastiksal, skolbadet med en liten simbassäng och ett skolkök. Dessa utrymmen har på senare tid gjorts om till måltidslokaler och personalrum.

### Administrationen
På 1940- och 1950-talen hade Olovslunds folkskola undervisning från klass 1 till klass 8. De som då gick i Ålstens folkskola och ville avsluta sin skolgång fick efter sjätte klass i Ålstens folkskola fortsätta och avsluta sin skolgång i Olovslunds folkskola. I Olovslunds folkskola fanns lokaler för skolköksundervisning, det fanns det inte i Ålstens folkskola. Vid tiden för Olovslundsskolans tillkomst var Bromma indelat i två överlärardistrikt, nämligen Bromma norra med Alviksskolan som huvudskola och Bromma södra med Ålstensskolan som huvudskola. På den tiden var Wilhelm Sandström överlärare i Bromma södra överlärardistrikt, och dit hörde Olovslundsskolan fram till 1960-talet. Då gjordes en omorganisation och Olovslundsskolan kom att tillhöra Norra Ängby rektorsområde med Norra Ängby skola som huvudskola. På 1970-talet skedde en ny omorganisation och Olovslund tillhörde då Abrahamsbergsskolans rektorsområde.

### Konstnärlig utsmyckning

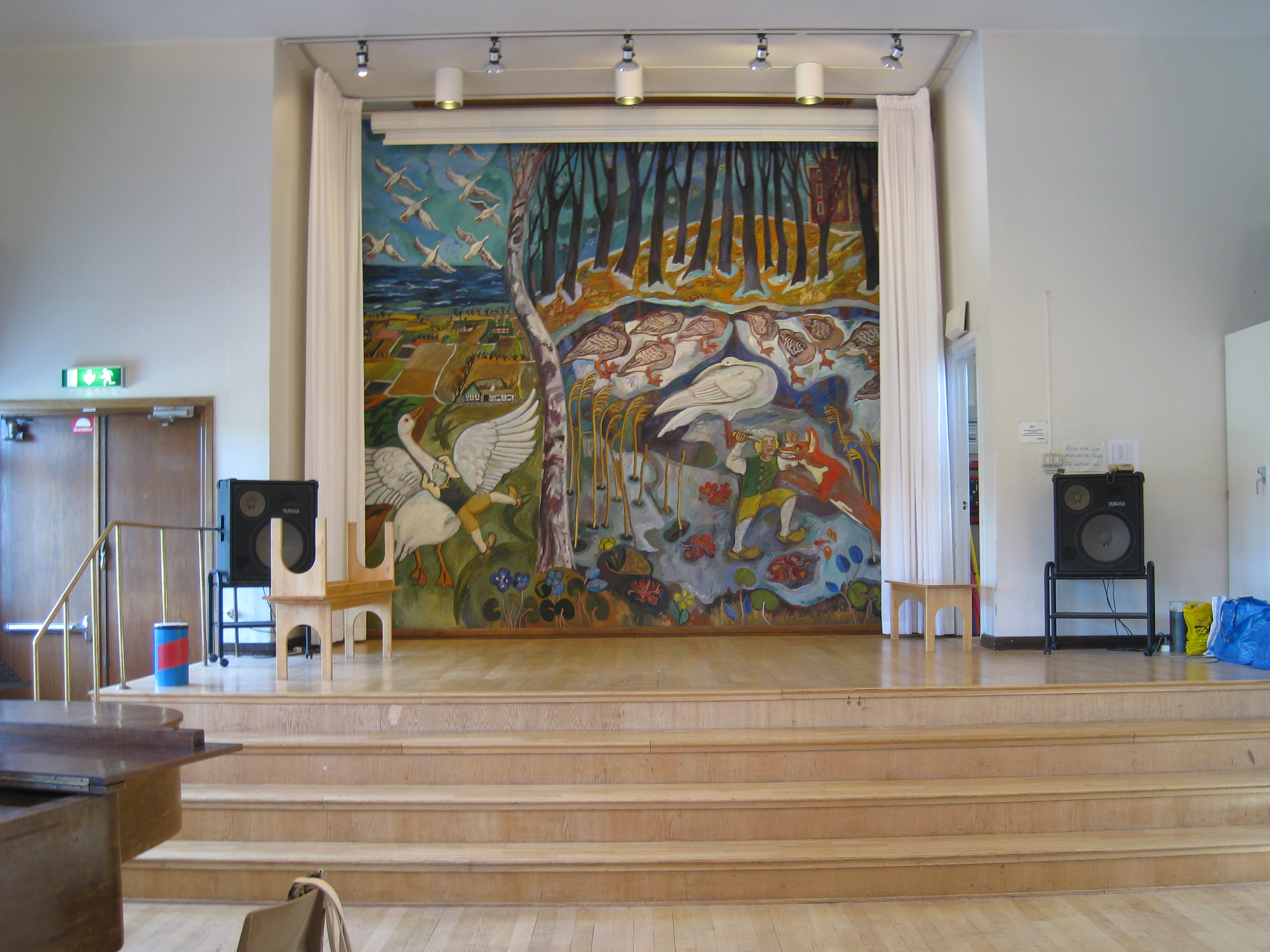
Sven "X-et" Erixsons oljemålning från 1935.

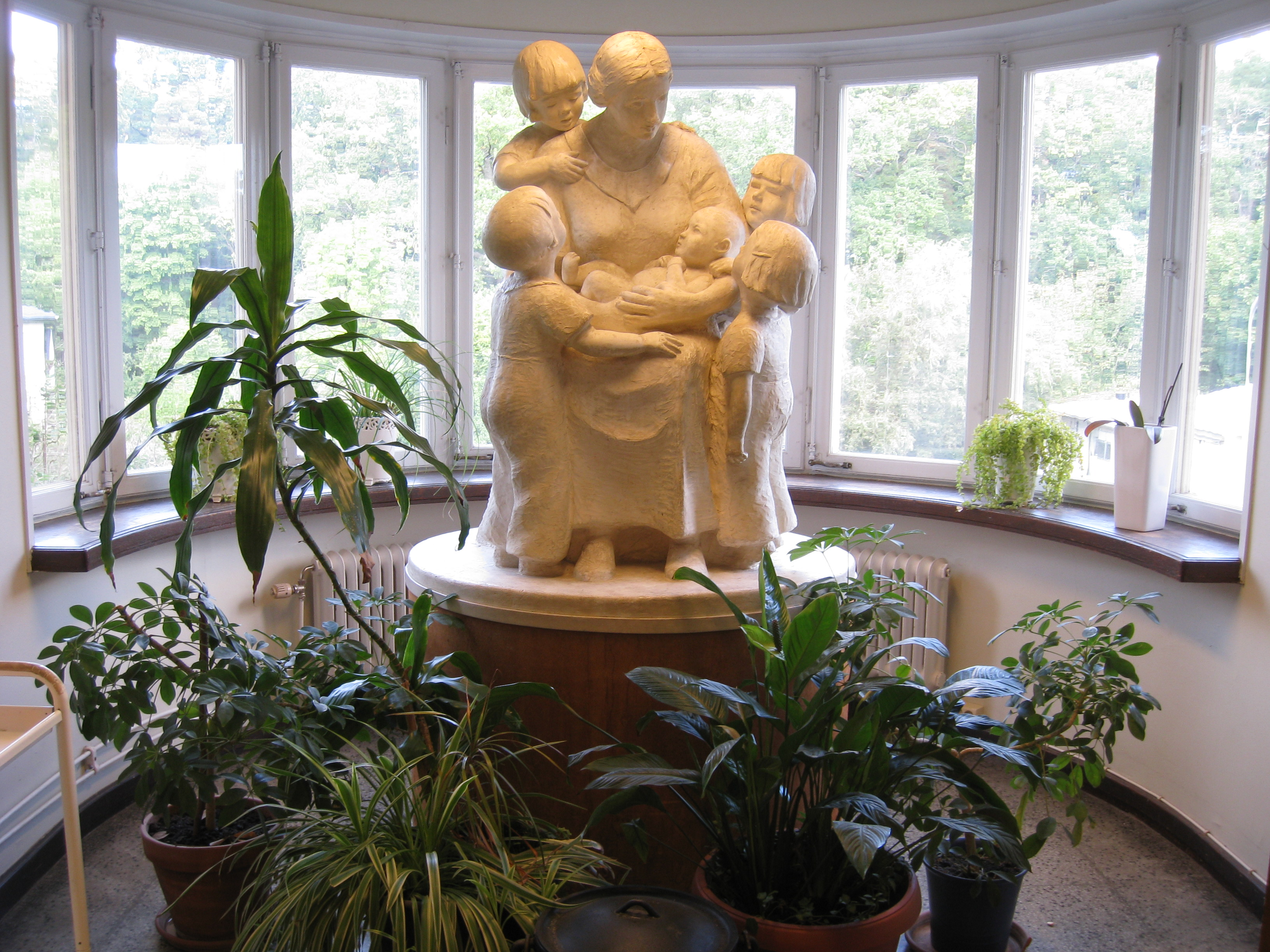
Skulpturen "Mor och barn" av Signe Ehrenborg-Lorichs från 1945.

I samlingssalen på fondväggen finns Sven Erixsons, "X-ets", stora oljemålning Nils Holgersson, uppsatt år 1935 och beundrad på plats av Selma Lagerlöf. Sommaren 1934 påbörjade Sven "X-et" Erixson utförandet av det stora verket, som har formatet 475 x 410 cm. På våren 1935 var målningen färdig. Konstverket framställer en episod ur Selma Lagerlöfs verk Nils Holgerssons underbara resa genom Sverige. Sven Erixson återgav två till tiden skilda händelser ur boken "Nils Holgersson". Han låter de båda fälten förbindas av en björk.
På det vänstra fältet är det dag och vår och Skåne. Sven Erixson skildrar här resans början över det rutiga tygstycket Skåne. "Det var en ovanligt vacker dag ... vildgässen kommo flygande i två långa rader som möttes i en vinkel ... Han tog ett språng rätt ner i gåsflocken och slog armarna om halsen på gåskarlen."
På det högra fältet är det natt och vinter och fantasilandskap. Här framställs vildgässens nattläger på Vombsjöns is med en dramatisk höjdpunkt i kampen mot Smirre räv. "Smirre hade sett vildgässen redan på kvällen men han hade icke vågat hoppas att komma åt någon av dem ... Mitt i natten flyttade sig den landlösa isskorpan på Vombsjön så att den på ett ställe kom att stöta intill stranden ... Han begav sig genast ut på isen."
I entrén till expeditionen finns en skulptur i gips, som heter Mor och barn, den är 170 cm hög och skänktes 1945 av konstnärinnan Signe Ehrenborg-Lorichs. Även Einar Forseth har skänkt ett konstverk till skolan, en litografi, och tavlor av många mindre kända konstnärer finns också.